# Arma, Kansas
Arma är en ort i Crawford County i Kansas. Vid 2010 års folkräkning hade Arma 1 481 invånare.